# Стура-Лулеваттен
Стура-Лулеваттен   (швед. Stora Lulevatten) — озеро на півночі Швеції, у Лапландії. Площа — 135 - 155 км², середня глибина 9,3 м, максимальна глибина - близько 29 м. Розташоване на висоті 369 м над рівнем моря.   Через озеро проходить річка Лулеельвен, що впадає у Ботнічну затоку Балтійського моря.    
На озері побудовано одну з найбільших на річці Лулеельвен ГЕС "Пор'юс". 